# Attaque de l'ambassade saoudienne à Khartoum
Réalisée par l'Organisation Septembre Noir en 1973, l'attaque de l'ambassade d'Arabie Saoudite à Khartoum est une attaque terroriste incluant la prise d'otage de dix diplomates. Lorsque le Président Richard Nixon déclare refuser de négocier avec les terroristes, et insiste pour qu'« aucune concession » ne soit faite, les trois otages Occidentaux sont tués.

## Détails de l'attaque
Le 1er mars 1973, l'ambassade d'Arabie Saoudite à Khartoum donne une réception formelle, dont l'invité d'honneur est George Curtis Moore, chargé d'affaires à l'ambassade Américaine, qui devait être prochainement réaffecté. Des Palestiniens armés font irruption dans l'ambassade, et Moore est pris en otage, ainsi que son compatriote Américain Cleo Allen Noel, un diplomate Belge, et deux autres personnes.
Huit hommes masqués appartenant à Septembre Noir entrent dans le bâtiment et tirent des coups de feu en l'air, prenant en otage dix personnes :
- Cleo A. Noel, Jr, l'Ambassadeur américain au Soudan
- Cheikh Abdullah al Malhouk, Ambassadeur Saoudien au Soudan
  - Épouse de Cheikh Abdullah al Malhouk
  - leurs quatre enfants
- George Curtis Moore, Chef Adjoint de la Mission américaine au Soudan
- Guy Eid, Chargé d'affaires belge au Soudan
- Adli al Nasser, Jordanien Chargé d'affaires au Soudan

Le matin suivant la prise d'otages, les hommes armés ont demandé la remise en liberté de nombreux Palestiniens détenus dans les prisons Israéliennes, ainsi que la libération de membres de la Faction armée rouge, et celle de Sirhan Sirhan. Ils revoient cependant leurs exigences et insistent sur le fait que quatre-vingt-dix militants arabes détenus par le gouvernement jordanien doivent être libérés dans un délai de 24 heures ou les otages seront tués.[réf. nécessaire]
Dans une conférence de presse le 2 mars, le Président Richard Nixon déclare que les États-Unis "ne paient pas le chantage". les négociateurs Américains semblent perplexes quant à la  meilleure façon de répondre aux preneurs d'otages, et Nixon semble croire que les hommes armés finiraient par donner les otages en échange d'un passage libre, comme d'autres l'avaient fait lors de la prise d'assaut de l'ambassade d'Israël à Bangkok un an plus tôt.
Après douze heures, les preneurs d'otages déclarent qu'ils ont tué Noel, Moore et Eid, les trois seuls diplomates Occidentaux.[réf. nécessaire] Ils exigent un avion afin de les emmener eux et leurs otages vers les États-Unis, ce qui est refusé par les Soudanais et le gouvernement américain.
Le gouvernement Soudanais continue de négocier avec les militants, et après trois jours, les hommes armés libèrent les otages et se rendent aux autorités Soudanaises. Dans la foulée, il a été constaté que les trois défunt diplomates avaient été emmenés au sous-sol et tués.

## Suite
En octobre 1973, les accusations contre deux militants sont abandonnées pour insuffisance de preuves. Un tribunal d'enquête commence à juger les six autres en juin 1974. Le tribunal les condamne tous les six à la prison à vie avant de réduire leurs peines à sept ans. Le gouvernement américain tenta, sans succès, de faire pression sur le gouvernement Soudanais afin de les condamner à mort.[réf. nécessaire]
Le Président soudanais Gaafar Nimeiry qui était en voyage officiel à l'étranger au moment des faits, les a condamnés à son retour dans les termes les plus fermes, précisant que les auteurs avaient "récompensé" le Soudan, qui avait fourni un havre de paix aux réfugiés Palestiniens, en perturbant la paix intérieure du pays. Il décida de déléguer la punition des responsables à leurs compatriotes, et les remit tous les six aux mains de l'Organisation de Libération de la Palestine.[réf. nécessaire] Le lendemain, l'OLP les envoie en Égypte, où ils purgent leur peine. En signe de protestation, les États-Unis ont rappelé leur ambassadeur au Soudan et gelé en juin l'aide économique apportée au pays. Un nouvel ambassadeur des États-Unis  retournera au Soudan en novembre de la même année, et la reprise de l'aide est faite en 1976.
Trois militants du Septembre Noir, échappé en Egypye, n'ont jamais été retrouvés. Les trois autres purgent leur peine. [réf. nécessaire]
Les États-Unis ont également essayé de poursuivre Yasser Arafat pour son rôle dans l'événement. Cependant, John R. Bolton, Procureur Général Adjoint au Ministère de la Justice, en 1986, a conclu qu'ils n'avaient pas la compétence juridique pour poursuivre Arafat.

## Autres Références
- Blumenau, Bernhard. The United Nations and Terrorism. Germany, Multilateralism, and Antiterrorism Efforts in the 1970s Palgrave Macmillan, 2014, ch. 2.  (ISBN 978-1-137-39196-4)